# ロイ・ミラー (アメリカンフットボール)
ロイ・ミラー（Roy Miller 1987年7月9日- ）はワシントン州フォートルイス出身の元アメリカンフットボール選手。NFLのタンパベイ・バッカニアーズ、ジャクソンビル・ジャガーズ、カンザスシティ・チーフスに所属していた。現役時代のポジションはディフェンシブタックル。

## 経歴

### プロ入りまで
父親がアメリカ陸軍軍人で、ミリタリーブラット（アメリカ軍人の子ども）だった彼は、ワシントン州フォートルイスで1987年に生まれた。1989年から1996年までバージニア州フォートユースティスで過ごし、ミラーが中等教育を受けているときに、テキサス州キリーンに一家は引っ越した。地元の高校に入学した彼は、ディフェンシブタックルとして、オールアメリカンに1回、オールステイトに2回選ばれるスター選手となった。高校の最終学年では、111タックル（17ロスタックル）、10サック、2ファンブルリカバー、1タッチダウンをあげた。オフェンシブタックルとしてもプレーした。
2005年、テキサス大学へ進学した。4年次には、138タックル（25ロスタックル）、10サック、1ファンブルフォース、1ファンブルリカバーの成績をあげて、ビッグ12カンファレンスのコーチが選ぶファーストチームに選ばれた。ショートヤーデージの状況では、フルバックとしても起用された。2009年1月のオハイオ州立大学とのフィエスタボウルでは2.5タックル、1サックをあげて守備のMVPに選ばれた。また、East-West Shrine Gameでも活躍し、スカウトの評価をあげた。

### NFL
2009年のNFLドラフト3巡でタンパベイ・バッカニアーズに指名された。1年目は先発1試合を含む15試合に出場、クリス・ホーバン、ライアン・シムズとのローテーションで起用された中で、37タックル、2サックをあげた。
2010年は、全16試合に先発し、47タックル、1サックをあげた。またショートヤーデージの状況ではフルバックとしても起用された。
2011年は、プレシーズンゲーム第1週に、MCLを痛めてプレシーズンの残り試合を欠場した。レギュラーシーズン開幕戦には間に合い、3試合の先発を含む全試合に出場し、36タックルをあげた。
2012年、ミラーたちバッカニアーズのディフェンスのフロントラインは、ランディフェンスでリーグ1位の成績を残し、相手に1試合平均82.5ヤードしか許さなかった。2012年シーズン終了後、バッカニアーズとの契約延長は不調に終わり、フリーエージェントとなった。
2013年3月15日、ジャクソンビル・ジャガーズと契約を結んだ。

## 人物
母方にサモア人の血が流れるサモア系アメリカ人である。